# Les cloches sont parties à Rome
Pour plus de détails, voir Fiche technique et Distribution.
Les cloches sont parties à Rome (A harangok Rómába mentek) est un film hongrois, sorti en 1958.

## Fiche technique
- Titre original : A harangok Rómába mentek
- Titre français : Les cloches sont parties à Rome
- Réalisation : Miklós Jancsó
- Scénario : Lajos Galambos et Lajos Szilvási
- Pays d'origine : Hongrie
- Format : 35 mm
- Durée : 93 minutes
- Date de sortie : 1958

## Distribution
- Miklós Gábor : Tanár úr
- Ferenc Deák B. : Péter
- Vilmos Mendelényi : Jóska
- Gabi Magda : Jana
- József Fonyó : Center
- István Holl : Tüske
- János Pásztor : Munkaszolgálatos
- Sándor Pécsi : Angel úr
- Ferenc Ladányi : Bánfalvi százados
- Antal Farkas : Gregorics zászlós
- Mari Szemes : Cselédlány